# Salérans
Salérans là một xã của tỉnh Hautes-Alpes, thuộc vùng Provence-Alpes-Côte d’Azur, đông nam nước Pháp.
==Xem thêm==cooonf ghỉateyutyug